# 朝妻川
朝妻川（あさづまがわ）は、京都府与謝郡伊根町を流れる二級水系の本流。

## 地理
丹後半島の東側・伊根町の大原地区（蝙蝠岳）に源を発し、井室、六万部、泊地区を通過し日本海（若狭湾）へ注ぐ。

## 特徴
下流の河口付近は日本海に面し小じんまりとした湾になっており、泊海水浴場、第1種漁港である泊漁港を形成している。
中流付近は、国道178号と並走しており、奥橋立伊根温泉が広がっている。

## 流域の自治体
京都府
- 与謝郡伊根町

## その他河川周辺
- 泊漁港
- 泊海水浴場
- 国道178号
- 七社大明神
- 奥橋立伊根温泉